# Passarella
Passarella (Passarela [pasaˈɾɛa] in veneto, denominata anche Passarella di Sopra o Passarella di San Donà di Piave) è una frazione di San Donà di Piave, nella città metropolitana di Venezia. È situata a destra del fiume Piave, all'altezza di Palazzetto e a nord di Passarella di Sotto, frazione di Jesolo.

## Storia

### Le origini
L'origine risale a tempi assai remoti, quando il territorio era strettamente dipendente dal corso del Piave che spostava continuamente il suo corso e lasciava tratti interi di canali e di percorsi scavati, i quali costituivano bracci che finivano per interrarsi e sparire a seguito di altre invasioni, tracimazioni, ondate stagionali e forti inondazioni torrentizie. Le terre e i fanghi trasportati occupavano le barene e le lagune, riempiendole.
Il documento forse più antico in cui si parla di Passarella risale al 20 marzo 1300, quando i Giudici del piovego, accompagnati da una piccola schiera di testimoni, circuirono i luoghi del Basso Estuario, elencati in un documento del 1015 pubblicato da Ottone Orseolo. Si trattava genericamente di una località e di un canale con probabilmente un passo con barche, per garantire i rapporti tra Eraclea e Jesolo. Il canale non si trattava di un ramo vivo del Piave, ma un suo tratto abbandonato di cui oggi è difficilmente ricostruibile la configurazione.
Le cartine veneziane esistenti non lo legano al percorso contemporaneo della Piave Vecchia.
L'etimologia è di facile individuazione: nell'area vi erano diverse passerelle, ossia dei passi molto stretti, costituiti da zattere, tramite i quali era possibile attraversare il fiume Piave. Passarella è una variante letteraria di passerella.

### Età moderna
Nel 1588, il patriarca di Aquileia Gennaro e Giovanni Trevisan conclusero un contratto enfiteutico delle valli del patriarcato con le lagune, acque e paludi che mettono capo nel canale chiamato Passarella.
Il 21 giugno 1588, le famiglie patrizie Gradenigo e Malipiero godevano dei beni di Passarella e successivamente i beni e le proprietà passano presto sotto il controllo della nobile famiglia Da Mula.
Nel 1595 venne costruita la villa della famiglia Da Mula con annessa una cappellina privata che tuttavia funse da riferimento per i pochi abitanti della zona, per lo più dipendenti o affittuari. La famiglia scelse di dare importanza all'agricoltura e concesse larghi tratti di terreno a grandi famiglie patrizie. Con questa politica si ebbe anche una valorizzazione e il risanamento della terraferma di questo territorio.
Dal 1640 al 1682 Passarella si trovò al centro delle attenzioni della Repubblica che prevedé di effettuare interventi in difesa della laguna di Venezia.
In questo contesto si iniziarono a pensare interventi per rimettere in ordine il territorio, primo fra tutti la diversione del Piave con lo scavo del nuovo corso del Piave (Piave nuovo) portandolo a Cortellazzo.
Dopo anni e non poche difficoltà, nel 1664 la diversione del Piave è portata a termine.
Nel 1758 Passarella assunse la denominazione di Villanova Passararia o de passarea; nello stesso periodo Passarella comprese anche il tratto della frazione di Palazzetto, separata prima dallo scavo del fiume e successivamente dalla costituzione della nuova parrocchia.

### Età contemporanea

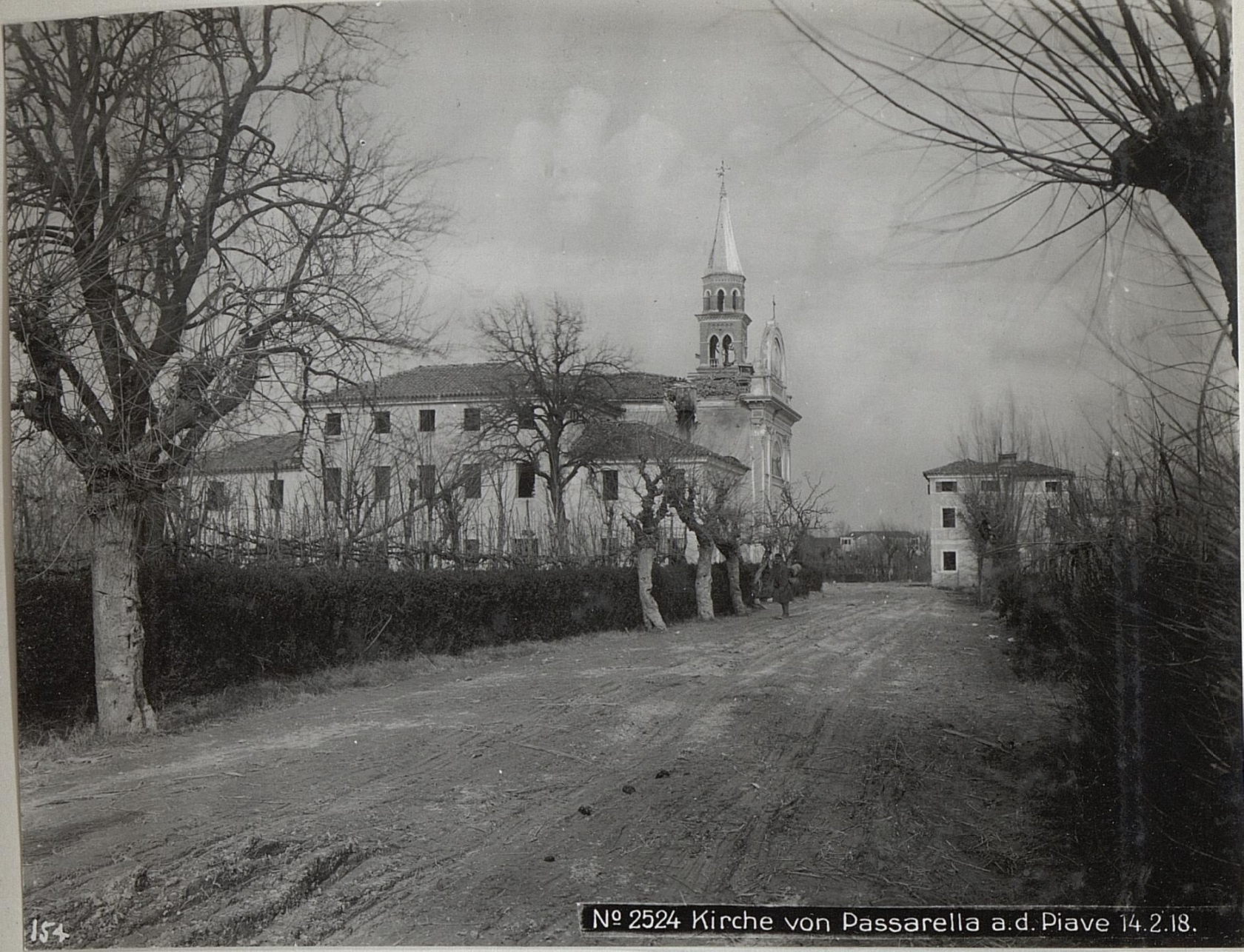
Veduta del paese nel 1918

Nel 1858 vennero costruiti due oratori uno di fronte all'altro (uno pubblico e uno di proprietà della famiglia Da Mula). In questi anni si alimenta sempre più un sentimento di autonomia ecclesiastica del paese.
Il 15 luglio 1895 vennero acquistati tutti gli edifici di culto con un atto notarile steso da un notaio di San Donà per uso perpetuo della popolazione.
Dopo questa riorganizzazione, venne innalzato il campanile della cuspide ghibellina; la chiesa invece, venne ultimata nel 1905.
Nel 1913 venne benedetto il nuovo cimitero parrocchiale di Passarella fornito dal municipio di San Donà e si riunirono in casa canonica i parroci della zona per definire definitivamente i confini della frazione.
Negli anni della prima guerra mondiale, dopo la vittoria e l'armistizio del 4 novembre 1918, i profughi che rientrarono in paese si trovarono dinanzi ad un territorio devastato, case distrutte e strade rese impraticabili.
Nel 1920 a Passarella risiederono circa 1 200 abitanti. Tuttavia questo periodo si trattò molto duro per la popolazione a causa dei focolai di malaria attorno al paese, l'indisponibilità di acqua potabile e le gravi condizioni in cui versava il popolo.
Si iniziò a bonificare il territorio e a ripulirlo dagli ordigni bellici inesplosi.
Nel 1924 venne ricostruita la chiesa distrutta dalla Grande Guerra e il 24 maggio nacque il monumento ai caduti per la patria durante la guerra, il quale sorge nel piazzale antistante la chiesa. In esso sono scolpiti i nomi dei caduti per la patria del paese.
Il 28 giugno 1925 venne iniziata la costruzione del campanile, ultimato il 20 dicembre 1926. Si tratta di una struttura alta 55 metri posta a fianco della chiesa.
Nel 1931 il censimento effettuato contò 2 275 persone residenti nella parrocchia di Passarella.
Nel 1956 vennero iniziati i lavori per la costruzione del grande asilo, terminato nel 1958. Questo asilo ha avuto anche la funzione di scuola media e di oratorio con residenza per le suore.